# Lancers d'Omaha
Les Lancers d'Omaha sont une franchise amatrice de hockey sur glace situé à Omaha dans l'État du Nebraska aux États-Unis. Elle est membre de la division Ouest dans la USHL.